# Снимање предавања
Снимање предавања се односи на процес снимања и архивирања садржаја предавања, конференције или семинара.  Састоји се од хардверских и софтверских компоненти које раде у синергији на снимању аудио и визуелних компоненти предавања. Широко се користи на универзитетима и високом образовању у Великој Британији и Аустралији како би пружио подршку студентима.  71% институција које су одговориле на UCISA истраживање у 2016. години навело је да је ова технологија доступна у њиховој институцији.  Тамо где се снимање предавања врши у великом обиму, систем снимања може бити интегрисан са системом распореда и прикупљање метаподатака може бити аутоматизовано. 

## Хардвер
Хардвер се користи за снимање гласа предавача заједно са видео снимком предавача. Понекад предавач може користити визуелна помагала као подршку свом говору, као што су слајд шоу, који се публици презентују помоћу неке врсте пројектора. У овом случају, такве пројекције слајдова се такође могу снимити. Када се уприкупе, подаци се затим или складиште директно на хардвер за снимање или се шаљу на сервер преко ЛАН-а или Интернета. Након неке обраде како би се видео формати прилагодили жељеном механизму дистрибуције, кодецима, итд., гледаоци су тада у могућности да даљински приступе снимку, било у стриму уживо или видеу на захтев.
За снимање предавања или презентације може се користити било која комбинација следећих алата: Микрофон, Камера, Снимање екрана, Снимање презентације или Камера за документе.

## Софтвер
Софтвер се користи и на хардверу за снимање, на рачунару гледаоца и на производном серверу. Софтвер се креће од једноставних веб претраживача и видео плејера до самосталних софтверских програма направљених посебно за гледање предавања. Софтвер гледаоца и презентера морају бити компатибилни са софтвером на серверу који прима садржај од хардвера за снимање, производи га и шаље на рачунар гледаоца на захтев.  OpenCast је систем за снимање видеа отвореног кода доступан у високом образовању.
Савремени софтвер за снимање предавања подржава напредне функције као што су индексирање путем ОЦР-а, тренутна претрага, уређивање видеа у реалном времену и белешке, заједно са другим напредним функцијама. 

## Користи
Снимање предавања је коришћено у моделу учења изокренуте учионице као средство за обезбеђивање материјала изван традиционалних предавања или семинара. Студенти су у могућности да самостално уче тако што ће репродуковати и комуницирати са снимљеним предавањима.
Неке образовне институције користе снимање предавања као средство да замене традиционалну учионицу онлајн учионицом. Снимак предавања се такође може користити за креирање референтних материјала као допунског ресурса.  Снимање предавања није увек добродошло на факултетима.  Ставови факултета према овој врсти учења уз помоћ технологије могу се разликовати у зависности од дисциплине.  Истраживање студената показало је да више студената него особља очекује да ће снимање предавања бити корисно за учење. Студенти углавном гледају предавања из прагматичних разлога, а не из квалитета предавања.  Студенти не гледају на снимљена предавања као на замену за присуствовање предавањима уживо, и често настављају да присуствују сесијама лицем у лице.  Студенти који користе снимљена предавања као додатак понекад постижу знатно већи резултат у накнадном оцењивању. 
Неке фирме такође могу да користе снимке предавања као рекламне материјале, материјале за сарадњу или обуку. 
Поред тога, технологија снимања предавања може понудити усклађеност, на пример са законодавством Сједињених Држава као што је Одељак 508 за студенте са инвалидитетом . У Уједињеном Краљевству, према Закону о равноправности из 2010. године, универзитети треба да обезбеде разумна прилагођавања. Омогућавање приступа снимцима предавања може се сматрати тако разумним прилагођавањем. 

## Истраживања
Снимци предавања постају све популарнији. Многе институције укључујући Универзитет у Манчестеру, Универзитет у Глазгову, Универзитет у Бристолу и Универзитет Лафборо дају смернице за снимање и презентацију предавања која би била корисна за учење       и постоји све већи број литературе која разматра предности снимања предавања за студенте и наставнике, као и степен употребе снимака предавања од стране студената.  Истраживање на Универзитету Корнел открило је повећану флексибилност за студенте и наставнике. 

## Спољашње веѕе
- Које стратегије могу побољшати ефикасност снимања предавања?